# Abraham Lincoln Birthplace National Historic Site
De Abraham Lincoln Birthplace National Historic Site te Hodgenville is opgericht ter ere van voormalig president Abraham Lincoln en bewaart twee boerderijtjes waar hij zijn kinderjaren doorbracht.
In de herfst van 1808 vestigden Thomas en Nancy Lincoln zich op de Sinking Spring Farm. Twee maanden later, op 12 februari 1809 werd Lincoln geboren in een blokhut met slechts één kamer. Vandaag draagt deze site het adres 2995 Lincoln Farm Road, Hodgenville Kentucky. Een blokhut wordt nu op de site bewaard. Deze staat symbool voor diegene waarin Lincoln werd geboren. De Lincolns leefden en boerden aan de Sinking Spring totdat ze verhuisden naar Knob Creek, enkele kilometers verder naar het noordoosten langs de U.S. Highway 31.

## Blokhut
De hoofdattractie aan de Sinking Spring is een blokhut. De New Yorkse zaakvoerder A.W. Dennett kocht de Lincoln boerderij in 1894 en verhuisde de blokhut naar een plaats nabij Sinking Spring, maar kort daarna werd ze opnieuw ontmanteld en heropgesteld op tentoonstellingen in vele steden. Een neoklassiek herdenkingsgebouw werd ontworpen door John Russell Pope voor de geboorteplaats van deze president. In 1909 werd de eerste steen gelegd door president Theodore Roosevelt en in 1911 werd het gebouw toegewijd door William Howard Taft. Bijna honderd jaar nadat Thomas Lincoln verhuisde vanuit de Sinkin Spring Farm werd een blokhut (waarvan men toen aannam dat deze het geboortehuis van Lincoln was) in het herdenkingsgebouw geplaatst. Hoewel de oorsprong van de hut niet duidelijk is heeft uitgebreid onderzoek uitgemaakt dat de blokhut waarschijnlijk niet de geboortehut van Abraham Lincoln is.

## Knob Creek
Knob Creek omvat een blokhut en een historische taverne. De blokhut is niet de originele. Het zou gaan om de hut die behoorde aan de buren van Lincoln die blijkbaar verhuisd werd naar de locatie van Lincolns huis. De eerste herinnering van Abraham Lincoln was zijn bijna verdrinkingservaring in Knob Creek en zijn redding door de zoon van de buren.

## Administratieve geschiedenis
Het Abraham Lincoln National Park werd opgericht op 17 juli 1916; werd overgedragen van het War Department 10 augustus 1933; herdoopt tot Abraham Lincoln National Historical Park op 11 augustus 1939; terug hernoemd en overgedragen op 8 september 1959. Zoals alle historische sites werd ze opgenomen op de lijst van de National Register of Historic Places op 15 oktober 1966. Op 6 november 1998 werd het gebied vergroot om ook Knob Creek te omvatten.